# آکادمی علوم و هنرهای سینما

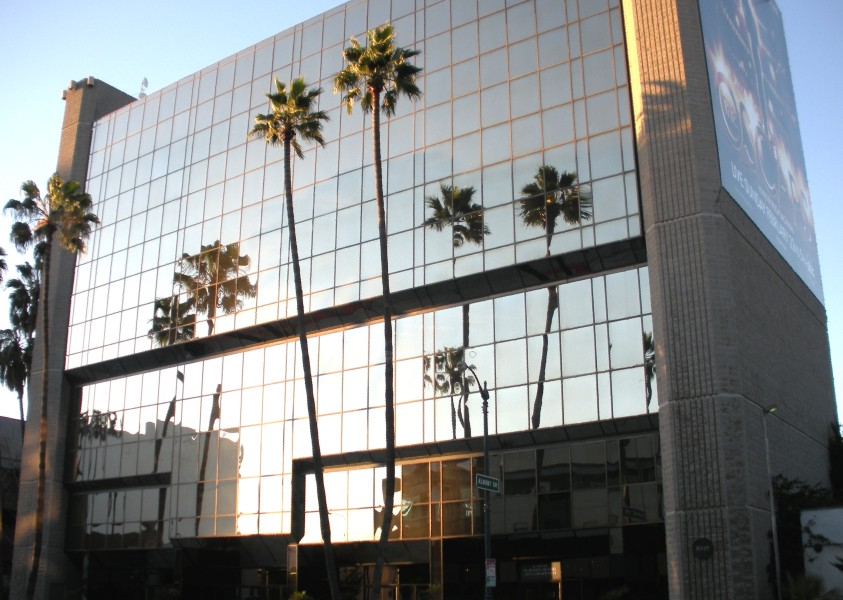
نمایی از ساختمان اصلی آکادمی علوم و هنرهای تصاویر متحرک در شهر بورلی هیلز

آکادمی علوم و هنرهای سینما (به انگلیسی: Academy of Motion Picture Arts and Sciences) (AMPAS) (اَمپاس) یا به اختصار آکادمی تصاویر متحرک یا آکادمی، سازمانی غیردولتی است که در سال ۱۹۲۷ میلادی در ایالات متحدۀ آمریکا بنیانگذاری شد. تمامی اعضای آکادمی از پرسابقه‌ترین دست‌اندرکاران صنعت سینما هستند. از وظایف آکادمی، برگزیدن نامزدها و برندگان جوایز اسکار و تحقیقات در زمینۀ پیشرفت صنعت سینما و توسعۀ علمی، آموزشی و ارتقای شغلی دست‌اندرکاران صنعت سینما است.

## جوایز اسکار
انتخاب نامزدها و برندگان جوایز اسکار توسط اعضای آکادمی علوم و هنرهای تصاویر متحرک صورت می‌گیرد. آکادمی دارای بیش از ۱۰۰۰۰ عضو از دست‌اندرکاران صنعت سینما است. با وجود اینکه اکثر اعضای آکادمی در ایالات متحدۀ آمریکا ساکن هستند، اما بسیاری از اعضای آکادمی دارای ملیت‌های متعددی هستند و در کشورهای مختلفی ساکن می‌باشند.

## سفرهای رسمی اعضای آکادمی
اعضای آکادمی علوم و هنرهای تصاویر متحرک در سفرهایی رسمی به خارج از آمریکا، به شناخت و تعامل میان سینماگران کشورهای مختلف می‌پردازند.
اعضای آکادمی در قالب سفرهای رسمی، تاکنون به کشورهای ویتنام و ایران سفر کرده‌اند.